# K-1 PREMIUM 2006 Dynamite!!
K-1 PREMIUM 2006 Dynamite!!（ケイワン プレミアム にせんろく ダイナマイト）は、日本の格闘技イベント「K-1 PREMIUM Dynamite!!」の大会の一つ。2006年（平成18年）12月31日、大阪府大阪市の京セラドーム大阪で開催された。

## テレビ放送について
前年までの放送時間は21:00 - 23:40だったが、この年から放送開始時間も18:00（終了も23:34）に変更され、放送時間枠も5時間34分に拡大した。また、前年まで前座番組だった「第48回日本レコード大賞」も12月30日に放送時期を繰り上がり、2003年 - 前年まで裏番組だった「PRIDE男祭り」がフジテレビのPRIDEの放送契約を解除したため、大晦日の格闘技中継がTBSのみになった。放送編成は18:00 - 19:12に試合のみどころ、19:12 - 23:21頃まで試合中継、23:21頃 - 終了まで試合ハイライトを放送した。ただ、一方で過去の「K-1 WORLD MAX」で行われた試合や前年までの「Dynamite!!」の試合ハイライトがあったため、やや前年の「PRIDE男祭り」の二番煎じだったことから視聴者から批判を買う結果になり、翌年「K-1甲子園」を当てることになった。関西地区のMBSは17.1%と高視聴率だった。

## 試合結果
オープニングファイト HERO'Sルール 5分3R
○  内藤征弥 vs.  キム・ドンウック ×
3R 1:11 ギブアップ（パウンド）
第0試合 HERO'Sルール 72kg契約 5分3R
○  アンディ・オロゴン vs.  金子賢 ×
3R終了 判定3-0
第1試合 HERO'Sルール ミドル級 5分3R
○  永田克彦 vs.  勝村周一朗 ×
1R 4:12 TKO（レフェリーストップ：パウンド）
第2試合 HERO'Sルール ライトヘビー級 1R10分・2R5分・延長5分
○  金泰泳 vs.  石澤常光 ×
1R 2:48 KO（左ハイキック）
第3試合 HERO'Sルール ミドル級 5分3R
○  所英男 vs.  ホイラー・グレイシー ×
3R終了 判定3-0
第4試合 HERO'Sルール 5分3R
○  ジャイアント・シルバ vs.  曙 ×
1R 1:02 チキンウィングアームロック
第5試合 K-1ルール 3分5R
○  バダ・ハリ vs.  ニコラス・ペタス ×
2R 1:28 TKO（タオル投入）
第6試合 K-1ルール 3分5R
○  武蔵 vs.  ランディ・キム ×
3R 0:33 KO（右ストレート）
第7試合 K-1ルール 3分5R
○  セーム・シュルト vs.  ピーター・グラハム ×
5R終了 判定3-0
第8試合 HERO'Sルール ミドル級 5分3R
○  須藤元気 vs.  ジャクソン・ページ ×
1R 3:05 三角絞め
第9試合 HERO'Sルール 65kg契約 5分3R
○  山本"KID"徳郁 vs.  イストバン・マヨロシュ ×
1R 3:46 KO（ボディへの膝蹴り）
第10試合 HERO'Sルール 5分3R
○  チェ・ホンマン vs.  ボビー・オロゴン ×
1R 0:16 TKO（レフェリーストップ：パウンド）
第11試合 K-1ルール 73kg契約 3分5R
○  魔裟斗 vs.  鈴木悟 ×
2R 2:22 KO（右ローキック）
第12試合 HERO'Sルール ライトヘビー級 1R10分・2R5分・延長1R5分
－  秋山成勲 vs.  桜庭和志 －
ノーコンテスト
※試合終了時から2007年1月10日時点での試合結果は「1R 5:37 TKO（レフェリーストップ）にて秋山勝利」であったが、桜庭側の抗議を受け、2007年1月11日、主催者である「Dynamite!!実行委員会」によって「試合はノーコンテスト、秋山は失格」と変更された。詳細は秋山成勲#身体へのオイル（ワセリン）の塗布の項目を参照。